# EA Sports FC 25
EA Sports FC 25 — це футбольна відеогра, видана EA Sports . Це другий внесок у серії EA Sports FC і 32-й загалом внесок футбольних симуляторів EA Sports. Гра була розроблена EA Sports і була випущена в усьому світі 27 вересня 2024 року для Nintendo Switch, PlayStation 4, PlayStation 5, Windows, Xbox One і Xbox Series X/S . Користувачі, які попередньо замовили Ultimate Edition гри, змогли зіграти в неї 20 вересня 2024 року.
За словами розробників EA, ця частина представляє кілька функцій, спрямованих на покращення ігрового процесу та залучення гравців. На обкладинці Ultimate Edition зображені футболісти Джанлуїджі Буффон, Айтана Бонматі, Джуд Беллінгем, Зінедін Зідан і Девід Бекхем у кімнаті, заповненій трофеями, які вони виграли, що символізують їхні кар'єри, тоді як на обкладинці Standard Edition зображений лише Джуд Беллінгем .

## Нові функції

### ФК IQ
Повний перегляд тактичної системи, що дозволяє гравцям ефективніше впливати на командні стратегії. Він включає модернізовану командну тактику та розумніший штучний інтелект для товаришів по команді, що забезпечує більш динамічний ігровий процес. Гравці тепер можуть наслідувати тактику відомих менеджерів, плавно адаптуючи схеми під час матчів.

### Ролі гравців
У грі представлено різні ролі для гравців, покращуючи їхнє вписування в командні стратегії. Ця функція розроблена для того, щоб забезпечити ефективне використання гравців відповідно до їхніх сильних сторін, що робить склад команди більш критичним, ніж будь-коли.

### Стилі гри воротаря
Було додано нову ігрову механіку для воротарів, яка забезпечує більшу глибину позиції та дозволяє використовувати різні стилі гри. Воротарям також дозволено грати за межами поля, що ще більше покращує гру.

### Режим 5v5 Rush
Гравці можуть об'єднатися з друзями в новому режимі 5 на 5, який додає в гру новий елемент змагання. Цей режим замінює VOLTA, який востаннє з'являвся в EA Sports FC 24.

## Конкурси
Ліга чемпіонів УЄФА, Ліга чемпіонів УЄФА серед жінок, Ліга Європи УЄФА та Ліга конференцій УЄФА повертаються.
Прем'єр-ліга, Ла Ліга, Серія А, Бундесліга, Професійна ліга Саудівської Аравії, Вища футбольна ліга та Ліга 1 входять до 38 різних ліг, як чоловічих, так і жіночих.
Coupe de France також має повну ліцензію в грі.

## Ліцензії
Більшість клубів із ФК 24 повертаються, за винятком клубів Серії А «Інтер», «Лаціо», «Аталанта» та «Мілан», які називаються «Ломбардія ФК», «Лаціум», «Бергамо Кальчо» та «Мілан», відповідно, а також збірної Бельгії та жіночої збірної Канади. національної збірної, якій EA втратила ліцензії. Клуби Серії А «Рома» та «Наполі» повертаються через чотири та два роки відповідно після їхньої останньої появи у FIFA 20 та FIFA 22 . Крім того, повертаються грецький клуб і чемпіон Ліги конференцій Європи УЄФА сезону 2023—2024 «Олімпіакос», який востаннє з'являвся у FIFA 22, а також 11-разовий чемпіон Прем'єр-ліги Азербайджану «Карабах», який не з'являвся в жодній попередній грі FIFA/FC. Жіноча збірна Фінляндії дебютує в серії FC.
Баварія Мюнхен і ФК Барселона грають на типових стадіонах, починаючи з FIFA 20 і FIFA 17 відповідно, оскільки стадіони обох клубів є ексклюзивними для eFootball від KONAMI .

## Ultimate Team
Напередодні запуску EA Sports оголосила учасників стартового набору Heroes — придатних для використання карток для футболістів у відставці та/або зображень особливих моментів, зі стилями коміксів, і кожна пов'язана з лігою для цілей командної хімії. Усі вони нові Герої, за винятком Яя Туре . Подібним чином Icons (картки для футболістів, які вийшли на пенсію, що зображують їхній рейтинг на піку; у грі вони називаються «ЗНАЧКИ») повертаються до Ultimate Team, пов'язаних із їхніми націями лише з метою хімії. Вісім нових ікон: Джанлуїджі Буффон, Гарет Бейл, Лотта Шелін, Джулі Фуді, Ліліан Тюрам, Надін Ангерер, Ая Міяма та Марінетт Пішон .

## Режим кар'єри
Режим кар'єри FC 25 пропонує гравцям захоплюючий досвід, коли вони стають менеджером футбольного клубу, керуючи своєю командою в різні сезони. Гравці можуть приймати важливі рішення щодо трансферів гравців, режимів тренувань і тактики, а також керувати фінансами клубу та створювати віддану базу фанів. У цьому режимі передбачено реалістичний розвиток гравців, у якому молоді таланти можна виростити в зірок, а динамічний характер суперництва та очікувань від дошки додає глибини завданням. З кожним матчем тиск досягнення успіху зростає, створюючи захоплюючу подорож, наповнену тріумфами та невдачами, оскільки гравці прагнуть привести свій клуб до слави.

## Вітрина FC 25
Ea Sports випустила свою попередню версію FC 25 для нових користувачів. Ця версія зберегла режим Kick Off, Rush.

## Рецепція
| Агрегатор  | Оцінка                     |
| ---------- | -------------------------- |
| Metacritic | (PS5) 77/100 (XSXS) 70/100 |
| OpenCritic | 78%                        |

| Видання               | Оцінка |
| --------------------- | ------ |
| GamesRadar+           | 4/5    |
| IGN                   | 6/10   |
| Shacknews             | 6/10   |
| TechRadar             | 4.5/5  |
| Video Games Chronicle | 4/5    |

За даними агрегатора оглядів Metacritic, EA Sports FC 25 отримала «загалом схвальні» відгуки від критиків за версію для PlayStation 5 і «змішані або середні» за версію для Xbox Series X/S. Крім того, за даними OpenCritic, 68 % критиків рекомендували гру.

Вона отримала нагороду за «Найкращу спортивну/гоночну гру» на The Game Awards 2024 а також була номінована на " Спортивну гру року " на 28-й щорічній церемонії нагородження DICE Awards .